# Абдул Хадж, Мохамед
Мохамед Абдул Хадж (англ. Mohamed Abdul Hadj, род. 26 октября 1966) — малайзийский хоккеист (хоккей на траве), полевой игрок. Участник летних Олимпийских игр 1992 года, бронзовый призёр летних Азиатских игр 1990 года.

## Биография
Мохамед Абдул Хадж (в некоторых источниках Мохд Абдул Хади) родился 26 октября 1966 года.
В 1990 году в составе сборной Малайзии завоевал бронзовую медаль хоккейного турнира летних Азиатских игр в Пекине.
В 1992 году вошёл в состав сборной Малайзии по хоккею на траве на летних Олимпийских играх в Барселоне, занявшей 9-е место. Играл в поле, провёл 6 матчей, забил 2 мяча в ворота сборной Испании.
После окончания игровой карьеры работал тренером в штате Селангор, возглавлял команду Национального университета Малайзии, игравшую в местной лиге.
Выступал в ветеранских хоккейных матчах.